# Pseudorlaya minuscula
Pseudorlaya minuscula é uma espécie de planta com flor pertencente à família Apiaceae.
A autoridade científica da espécie é (Pau) M.Laínz, tendo sido publicada em Anales Inst. Bot. Cavanilles 14: 540. 1956.

## Portugal
Trata-se de uma espécie presente no território português, nomeadamente em Portugal Continental.
Em termos de naturalidade é nativa da região atrás indicada.

## Protecção
Não se encontra protegida por legislação portuguesa ou da Comunidade Europeia.